# محوطه سی حمیل (۱)
محوطه سی حمیل (۱) در شهرستان گیلانغرب، بخش گواور، دهستان گواور، ۱/۳ کیلومتری غرب روستای انجیردرمیان واقع شده و این اثر در تاریخ ۲۷ اسفند ۱۳۸۶ با شمارهٔ ثبت ۲۲۴۳۵ به‌عنوان یکی از آثار ملی ایران به ثبت رسیده است.